# 奧克希爾鎮區 (北卡羅萊納州格蘭維爾縣)
奧克希爾鎮區（英語：Oak Hill Township）是位於美國北卡羅萊納州格蘭維爾縣的一個鎮區。

## 地方資料
奧克希爾鎮區的面積為153.32平方千米，皆為陸地。根據2020年美國人口普查的數據，當地共有人口1409人，而人口密度為每平方千米9.19人。